# 喬桐面
喬桐面（朝鮮語: 교동면）は、韓国仁川広域市江華郡にある面。

## 概要
喬桐島一島で一面を成す。1914年までは喬桐郡だった。地理的に北朝鮮に近く、川を挟んだ対岸は延白郡（現延安郡）で、日本の統治が終わって直後は南北境界線は北緯38度線に置かれていたため、喬桐島と38度線の南にあった延白郡の往来は活発であった。
しかし朝鮮戦争が起こると、延白郡からの避難民が喬桐島に殺到、戦争が休戦し分断が固定化されると延白郡は北朝鮮の領域となり、延白郡からの避難民は故郷に帰ることが出来なくなり、喬桐島に定着した。
喬桐島一帯が民間人出入統制区域となり外部との交流も制限され、島内の発展は島外のそれに比べて遅れることになった。このため大龍市場など古き韓国の風情が保存されていたが、2014年に喬桐大橋が完成すると島内も郷愁を求める観光客により観光化され、かつての風情は失われつつある。

## 歴史
- 1934年4月1日 : 華蓋面と水晶面が合併し喬桐面が成立[1]。
- 1995年3月1日 : 仁川広域市に編入。
- 2011年6月17日 : 韓国海兵隊民間機誤射事件（朝鮮語版）
- 2014年7月1日 : 喬桐大橋完成

## 法定里
- 大龍里（대룡리）
- 邑内里（읍내리）
- 上龍里（상룡리）
- 鳳韶里（봉소리）
- 古亀里（고구리）
- 東山里（동산리）
- 三仙里（삼선리）
- 仁士里（인사리）
- 芝石里（지석리）
- 無鶴里（무학리）
- 蘭井里（난정리）
- 西漢里（서한리）
- 両甲里（양갑리）

## 名所
- 大龍市場

- 喬桐邑城（朝鮮語版）
- 喬桐郷校（朝鮮語版）
- 燕山君流配址
- 華蓋山
- 喬桐島望郷台